# Polne (powiat wałecki)
Polne – kolonia w Polsce, położona w województwie zachodniopomorskim, w powiecie wałeckim, w gminie Mirosławiec.
| SIMC    | Nazwa     | Rodzaj                      |
| ------- | --------- | --------------------------- |
| 1063362 | Kosiakowo | część kolonii przed 2025 r. |

Składa się z pięciu budynków, w tym dwóch mieszkalnych i trzech gospodarczych. Położona jest w środku lasu, na górce, w pobliżu przepływającej obok rzeki Korytnica. Dom pochodzący sprzed 1880 roku, przypomina architektonicznie klasyczny dworek, w dalszym ciągu zamieszkiwany, jednak już przez ludność polską. Przed domem podjazd wykonany z kamieni o dużej średnicy, zwanymi potocznie „kocimi łbami” W bezpośrednim otoczeniu domu gospodarstwo oraz kilkuhektarowy staw rybny.
W latach 1975–1998 miejscowość administracyjnie należała do województwa pilskiego.